# Certification Halal
 (mars 2011).
Si vous disposez d'ouvrages ou d'articles de référence ou si vous connaissez des sites web de qualité traitant du thème abordé ici, merci de compléter l'article en donnant les références utiles à sa vérifiabilité et en les liant à la section « Notes et références ».
La certification Halal est une démarche garantissant la conformité d’un produit ou d’un service vis-à-vis d’un cahier des charges préalablement adopté et répondant aux principes et règles de consommation prescrits en Islam. La certification Halal d’un produit ou d’un service concerne ses caractéristiques intrinsèques, sa production, sa transformation, son conditionnement et ses procédures de commercialisation. L’ensemble de ces opérations doivent être licites du point de vue de la jurisprudence islamique.
Beaucoup d’organismes de certification Halal ont vu le jour depuis plusieurs années mais l’offre est en dessous des attentes du consommateur musulman. En effet, la majorité d’entre eux le font d’une manière non professionnelle et sujette à beaucoup de réserve. Le Halal concerne des produits et des services qui nécessitent l’intervention de personnes qualifiées et connaissant le produit ou le service en question. L’amateurisme qui règne dans le secteur de la certification a fait beaucoup de tort au principe de certification et a permis à plusieurs producteurs, encouragés par des certificateurs halal peu scrupuleux, de frauder, manipuler et usurper le qualificatif Halal. Ceci a engendré une méfiance et une perte de confiance de la part du consommateur et des importateurs des pays musulmans également.
De plus, plusieurs industriels ont cherché à créer leur propre labels halal: certains y voyaient une façon de faire de l’argent, d’autres voulaient imposer un cahier des charges plus en adéquation avec les valeurs de
l’islam. Ceci a augmenté l'ambigüité aux yeux des musulmans. 
La redevance halal percue sur la viande apporte des revenus à certaines mosquées françaises. 